# XIV wiek p.n.e.

XIV wiek p.n.e.
XVI wiek p.n.e. XV wiek p.n.e. XIV wiek p.n.e. XIII wiek p.n.e. XII wiek p.n.e.

## Urodzili się
- 1342 p.n.e. (1339 p.n.e.?) – Tutanchamon, egipski faraon z osiemnastej dynastii

## Zmarli
- 1397 p.n.e. – Amenhotep II, egipski faraon z osiemnastej dynastii
- 1388 p.n.e. – Totmes IV, egipski faraon z osiemnastej dynastii
- około 1351 p.n.e. – Amenhotep III, egipski faraon z osiemnastej dynastii
- 1334 p.n.e. – Amenhotep IV (Echnaton), egipski faraon z osiemnastej dynastii
- 1333 p.n.e. – Semenechkare, egipski faraon z osiemnastej dynastii
- 1323 p.n.e. – Tutanchamon, egipski faraon z osiemnastej dynastii
- 1319 p.n.e. – Aj, egipski faraon z osiemnastej dynastii

## Wydarzenia na świecie
Wydarzenia w Europie
- około 1400 p.n.e. – budowa murów obronnych wokół miast mykeńskich
- około 1350 p.n.e. – w Europie Środkowej powstała kultura pól popielnicowych

Wydarzenia w Azji
- około 1400 p.n.e.
  - powstaje pałac na Tell el-Ajjul w Gazie
  - rozwój alfabetu fenickiego
  - Anyang nową stolicą chińskiej dynastii Shang; w grobach królewskich składane są ofiary z ludzi
- około 1390 p.n.e. – państwo Mitanni osiągnęło szczytowy okres swojej potęgi
- 1375 p.n.e. – władcą państwa Hetytów został Suppiluliuma I, który podbił Azję Mniejszą, Syrię i państwo Mitanni
- około 1351 p.n.e. – pierwszy znany kasycki król Babilonu
- około 1336 p.n.e. – Asyria odzyskała niezależność
- około 1310 p.n.e. – tzw. Droga Horusa łączy Gazę z Egiptem

Wydarzenia w Afryce
- około 1377 p.n.e. – początek panowania Amenhotepa IV
- około 1370 p.n.e. (?) – egipski faraon Amenhotep IV wprowadził kult boga Atona
- około 1348 p.n.e. (?) – założenie nowej stolicy Egiptu Achetaton
- około 1345 p.n.e. – początek panowania Horemheba (byłego dowódcy wojsk egipskich)
- około 1306 p.n.e. (1292 p.n.e.?) – Ramzes I założył w Egipcie dziewiętnastą dynastię

Wydarzenia w Ameryce
- 1400 p.n.e. – Olmekowie zaczęli uprawiać kukurydzę

Wydarzenia w Australii